# Pseudagrion spinithoracicum
Pseudagrion spinithoracicum là một loài chuồn chuồn kim trong họ Coenagrionidae.
Loài này được xếp vào nhóm loài ít quan tâm trong sách Đỏ của IUCN năm 2008.
Pseudagrion spinithoracicum được miêu tả khoa học năm 1981 bởi Legrand.